# ファミリー・クイズ
『ファミリー・クイズ』は、1967年7月7日から1968年11月8日までNET（現・テレビ朝日）系列局で放送されていた毎日放送製作のクイズ番組である。放送時間は毎週金曜 19:00 - 19:30 （日本標準時）。

## 概要
毎週30組の親子が出場していた視聴者参加型番組で、彼らに○×クイズやその回のゲスト出演者に因んだ問題などを14問出していた。13問以上正解した解答者は「ゴールデンクイズ」に挑戦でき、これに正解するとカンタス・オーストラリア航空で行くタヒチ旅行および副賞の賞金20万円が贈られた。
当初は八木治郎が司会を、沢凌子が出題を担当していたが、後に夢路いとし・喜味こいしが司会を務めるようになり、八木は出題担当ならびにクイズの解説者役に回った。なお八木は、次番組の『クイズ・その手にのるナ!!』で司会に復帰した。

## 放送局
- 毎日放送（製作局）
- NETテレビ
- 東海テレビ
- 岐阜放送
- 九州朝日放送

| NET系列 金曜19:00枠                             | NET系列 金曜19:00枠                                 | NET系列 金曜19:00枠                                         |
| 前番組                                          | 番組名                                              | 次番組                                                      |
| ----------------------------------------------- | --------------------------------------------------- | ----------------------------------------------------------- |
| あまから太閤記 （1967年1月6日 - 1967年6月30日） | ファミリー・クイズ （1967年7月7日 - 1968年11月8日） | クイズ・その手にのるナ!! （1968年11月15日 - 1970年8月28日） |